# Théâtre Silvia-Monfort
Pour les articles homonymes, voir Monfort.
 (décembre 2012).
Si vous disposez d'ouvrages ou d'articles de référence ou si vous connaissez des sites web de qualité traitant du thème abordé ici, merci de compléter l'article en donnant les références utiles à sa vérifiabilité et en les liant à la section « Notes et références ».
Le théâtre Silvia-Monfort est un établissement culturel de la ville de Paris, situé dans le parc Georges-Brassens, 106, rue Brancion dans le 15e arrondissement de Paris.
Depuis janvier 2023, sous la direction de Ninon Leclère et Jean-Baptiste Pasquier, il « offre une programmation foisonnante construite avec pour cap l’excellence artistique, l’ouverture aux formes accessibles pour les familles, des découvertes musicales, et la curiosité pour les esthétiques venues d’ailleurs ».

## Histoire

### Les «carrés Silvia-Monfort»
En 1972, Silvia Monfort crée le Carré Thorigny dans un entrepôt de ferraille du Marais. Elle y programme des auteurs contemporains, beaucoup de classiques, mais aussi de la danse et de la musique. Elle favorise l’installation du cirque Grüss dans la cour de l’hôtel Salé. Ce premier « Carré » est nommé par la ville de Paris et le ministère de la Culture « centre culturel des Halles et du Marais ».
En 1974, la structure emménage dans les locaux abandonnés de la Gaîté-Lyrique et prend le nom de Nouveau Carré Silvia-Monfort, promu « centre d’animation culturelle de Paris ». Silvia Monfort crée parallèlement avec Alexis Grüss, dont le cirque s'installe dans le square mitoyen, la première école de cirque et de mime en France : « l'école au Carré ».
En 1977, le Nouveau Carré déménage encore, mais cette fois sous forme de chapiteau, au Jardin d'acclimatation, puis sur le plateau Beaubourg, avant de se fixer, en 1979, sur le site des anciens abattoirs de Vaugirard, où deux chapiteaux sont installés : l'un pour le cirque, l'autre pour le théâtre.
En mai 1989, le Carré Silvia-Monfort interrompt ses spectacles sous chapiteau pour mettre en chantier un théâtre « en dur » conçu par l’architecte Claude Parent et dont le projet remonte à 1986. Lové dans l’ancienne rampe d’accès des abattoirs, le théâtre se présente sous forme d’une pyramide hexagonale métallique de vingt-trois mètres de haut donnant sur le parc Georges-Brassens.
À la mort de Silvia Monfort au printemps 1991, le Conseil de Paris décide à l’unanimité que le nouveau bâtiment portera le nom de théâtre Silvia-Monfort.  Régis Santon est nommé par la mairie de Paris pour en prendre la direction. Il est inauguré le 7 janvier 1992, avec La Valse des toréadors de Jean Anouilh.
Laurence de Magalhaes et Stéphane Ricordel, fondateurs de la compagnie de cirque contemporain Les Arts Sauts, sont nommés à la tête de l'établissement en septembre 2009. Le théâtre est alors renommé Le Monfort.
Depuis janvier 2023 la direction du théâtre est reprise par Ninon Leclère et Jean-Baptiste Pasquier et reprend son nom d'origine Théâtre Silvia-Monfort

## Description
- La grande salle de spectacle en amphithéâtre accessible aux personnes à mobilité réduite / 456 places assises / surface totale de la scène 255 m2, cage de scène : 15 m de large sur 7 m de haut.
- La Cabane d'une jauge de 120 places / toute en bois / montable et démontable.
- La terrasse végétalisée et son bar.